# Суйлин
Суйли́н (кит. упр. 绥棱, пиньинь Suílíng) — уезд городского округа Суйхуа провинции Хэйлунцзян (КНР). Уезд назван в честь горы Суйлин, название которой переводится с маньчжурского языка как «Осиная гора».

## История
В 1862 году сюда переселилось два десятка семей из провинции Шаньдун, которые образовали деревню Синьлитунь (新立屯). В 1878 году она была переименована в Верхний Цзюйчан (上集厂).
В 1914 году в Верхнем Цзюйчане разместилась вспомогательная управа уезда Суйхуа. В апреле 1915 года началась подготовка к созданию отдельного уезда, который хотели назвать Номинь (诺敏), но вовремя выяснилось, что уезд с таким названием уже есть, и поэтому в качестве названия уезда было решено взять слово Суйлин (绥楞县). Новый уезд был официально создан 1 января 1917 года. В июне 1921 года второй иероглиф названия уезда был официально сменён с 楞 на омонимичный 棱.
В 1931 году Маньчжурия была оккупирована японскими войсками, а в 1932 году было образовано марионеточное государство Маньчжоу-го. 1 декабря 1934 года в Маньчжоу-го была создана провинция Биньцзян, в состав которой вошли эти земли. В 1937 году второй иероглиф названия уезда был официально сменён с 棱 на 稜. В 1939 году произошло изменение административно-территориального деления, и эти земли вошли в состав новой провинции Бэйань.
В 1945 году Маньчжурия была освобождена Советской армией, и уезд Суйлин оказался в составе провинции Хэйлунцзян. В 1947 году провинции Хэйлунцзян и Нэньцзян были объединены в «Объединённую провинцию Хэйлунцзян и Нэньцзян» (сокращённо — провинцию Хэйнэнь), однако вскоре разделены вновь.
В 1956 году решением Госсовета КНР был образован Специальный район Суйхуа и уезд вошёл в его состав. В 1958 году он был расформирован, и уезд был передан в состав Специального района Сунхуацзян (松花江专区). В 1965 году Специальный район Сунхуацзян был переименован в Специальный район Суйхуа. Во время Культурной революции правительство Специального района Суйхуа в 1967 году было расформировано, а вместо него образован Революционный комитет; сам специальный район в это время трансформировался в Округ Суйхуа (绥化地区). В 1978 году Революционный комитет был преобразован в правительство округа. В 1980 году второй иероглиф названия уезда был официально сменён с 稜 на 棱. В 1999 году решением Госсовета КНР округ Суйхуа был преобразован в городской округ Суйхуа.

## Административное деление
Уезд Суйлин делится на 4 посёлка и 7 волостей.
| №  | Название  | Название (кит.) | Статус  | Население чел. (2010) | На карте                         |
| -- | --------- | --------------- | ------- | --------------------- | -------------------------------- |
| 1  | Суйлэн    | 绥棱镇          | поселок | 69334                 | 47°14′38″ с. ш. 127°06′19″ в. д. |
| 2  | Шанцзи    | 上集镇          | поселок | 26537                 | 47°09′00″ с. ш. 127°19′16″ в. д. |
| 3  | Чаншань   | 长山乡          | волость | 26111                 | 47°13′05″ с. ш. 127°23′09″ в. д. |
| 4  | Ниерхэ    | 泥尔河乡        | волость | 25371                 | 47°05′45″ с. ш. 127°19′41″ в. д. |
| 5  | Шуанчахэ  | 双岔河镇        | поселок | 25365                 | 47°27′29″ с. ш. 127°15′52″ в. д. |
| 6  | Каошань   | 靠山乡          | волость | 23740                 | 47°15′33″ с. ш. 127°09′09″ в. д. |
| 7  | Хоутоу    | 后头乡          | волость | 19415                 | 47°10′32″ с. ш. 127°08′16″ в. д. |
| 8  | Гэшань    | 阁山乡          | волость | 18262                 | 47°18′25″ с. ш. 127°17′51″ в. д. |
| 9  | Кэиньхэ   | 克音河乡        | волость | 17463                 | 47°19′13″ с. ш. 127°10′02″ в. д. |
| 10 | Суйчжун   | 绥中乡          | волость | 15588                 | 47°19′38″ с. ш. 127°17′57″ в. д. |
| 11 | Сыхайдянь | 四海店镇        | поселок | 8600                  | 47°28′23″ с. ш. 127°30′10″ в. д. |

## Соседние административные единицы
Уезд Суйлин на юге граничит с районом Бэйлинь, на западе — с городским уездом Хайлунь, на востоке — с уездом Цинъань, на северо-западе — с городским округом Хэйхэ, на северо-востоке — с городским округом Ичунь.